# 新巴甫洛夫斯克
43°58′N 43°38′E / 43.967°N 43.633°E
新巴甫洛夫斯克（俄语：Новопа́вловск）是俄羅斯斯塔夫羅波爾邊疆區南部的一個城市、基洛夫區行政中心。位於區府斯塔夫羅波爾東南230公里庫拉河畔。2002年人口23,235人。
1777年建立。1981年建市。